# Palanggai
Palanggai is een bestuurslaag in het regentschap Oost-Soemba van de provincie Oost-Nusa Tenggara, Indonesië. Palanggai telt 662 inwoners (volkstelling 2010).